# Bryan Lundquist
Bryan Jackson Lundquist (Jacksonville (Florida), 30 mei 1985) is een Amerikaanse voormalig zwemmer.

## Carrière
Bij zijn internationale debuut, op de wereldkampioenschappen kortebaanzwemmen 2008 in Manchester, eindigde Lundquist als zevende op de 100 meter vrije slag en als achtste op de 50 meter vrije slag. Samen met Ryan Lochte, Nathan Adrian en Doug Van Wie veroverde hij de wereldtitel op de 4x100 meter vrije slag, het kwartet verbeterde tevens het wereldrecord. Op de 4x100 meter wisselslag vormde hij samen met Peter Marshall, Mark Gangloff en Randall Tom een team in de series, in de finale sleepte Gangloff samen met Randall Bal, Ryan Lochte en Nathan Adrian de zilveren medaille in de wacht. Voor zijn aandeel in de series werd Lundquist beloond met de zilveren medaille.
Tijdens de Pan-Amerikaanse Spelen 2011 in Guadalajara eindigde de Amerikaans als zesde op de 50 meter vrije slag.

## Internationale toernooien
| Jaar | Olympische Spelen | WK langebaan  | WK kortebaan | PanPacs       | Pan-Amerikaanse Spelen |
| ---- | ----------------- | ------------- | --- | ------------- | ---------------------- |
| 2008 | geen deelname     |               | 7e 100m vrije slag · 8e 50m vrije slag · 4x100m vrije slag · 4x100m wisselslag · Lundquist zwom enkel de series |               |                        |
| 2009 |                   | geen deelname | |               |                        |
| 2010 |                   |               | geen deelname                                                                                                   | geen deelname |                        |
| 2011 |                   | geen deelname | |               | 6e 50m vrije slag      |

## Persoonlijke records

### Kortebaan
| Afstand         | Tijd  | Datum            | Plaats     |
| --------------- | ----- | ---------------- | ---------- |
| 50m vrije slag  | 21,32 | 14 november 2009 | Viareggio  |
| 100m vrije slag | 47,57 | 9 april 2008     | Manchester |

### Langebaan
| Afstand         | Tijd  | Datum        | Plaats       |
| --------------- | ----- | ------------ | ------------ |
| 50m vrije slag  | 21,73 | 9 juli 2009  | Indianapolis |
| 100m vrije slag | 49,14 | 10 juli 2009 | Indianapolis |